# جاستن بي. سميث
جاستن بي. سميث (بالإنجليزية: Justin B. Smith) هو دبلوماسي وكبير الإداريين التنفيذيين أمريكي، ولد في 13 أغسطس 1969 في هارتفورد في الولايات المتحدة.